# FRUITS ZIPPER
FRUITS ZIPPER(후르츠 지퍼)는 일본의 여성 아이돌 그룹이다. 소속 사무소는 주식회사 아소비시스템.

## 개요
아소비시스템에 의해 2022년에 발족한 신 프로젝트 「KAWAII LAB.」로부터 탄생한 아이돌 그룹. 프로듀서는 같은 프로젝트의 종합 프로듀서이기도 한 키무라 미사(전 무스비즘 리더).
그룹명은 「열매를 맺는다」는 뜻을 가진 FRUIT에 힘을 실어준다는 의미의 ZIP를 조합한 것.

## 구성원
이름, 생년월일, 이미지 컬러
- 츠키아시 아마네 (月足 天音, 1999년 10월 26일(25세)), 후쿠오카현 야나가와시 출신 - 빨강 - 전 HKT48 팀TII, 4기생
- 친제이 스즈카 (鎮西 寿々歌, 1998년 11월 24일(26세)), 효고현 니시노미야시 출신 - 오렌지 - 리더
- 사쿠라이 유이 (櫻井 優衣, 2000년 2월 21일(25세)), 도쿄도 출신 - 민트 그린
- 나카가와 루나 (仲川 瑠夏, 7월 3일), 가나가와현 출신  - 보라
- 마나카 마나 (真中 まな, 1999년 4월 22일(26세)), 가나가와 현 출신 - 하늘 - 서브리더
- 마츠모토 카렌 (松本 かれん, 2002년 3월 27일(23세)), 지바현 출신 - 베비 핑크
- 하야세 노엘 (早瀬 ノエル, 2003년 12월 29일(21세)), 독일 뮌헨 출신 - 노랑

## 작품

### 싱글
1. わたしの一番かわいいところ (2023년 9월 13일)
2. NEW KAWAII / フルーツバスケット (2024년  9월 18일)

### 착신 싱글
1. 君の明るい未来を追いかけて (2022년 4월 10일)
2. わたしの一番かわいいところ (2022년 4월 29일)
3. 完璧主義で☆ (2022년 5월 20일)
4. RADIO GALAXY (2022년 7월 29일)
5. skyfeelan (2022년 8월 12일)
6. ふれふるサマー! (2022년 8월 19일)
7. We are Frontier (2022년 9월 2일)
8. Re→TRY & FLY (2022년 9월 9일)
9. 世界はキミからはじまる (2022년 11월 11일)
10. ハピチョコ (2023년 2월 1일)
11. 超めでたいソング 〜こんなに幸せでいいのかな?〜 (2023년 5월 4일)
12. ぴゅあいんざわーるど (2023년 8월 4일)
13. CO-個性 (2023년 10월 4일)
14. キミコイ (2023년 10월 29일)
15. NEW KAWAII (2024년 3월 22일)
16. Overture ～NEW KAWAII～ (2024년 4월 10일)
17. うぇるかむとぅ～ざ♡ふるっぱー! (2024년 4월 10일)
18. Going! (2024년 4월 10일)
19. ハートのローラーコースター (2024년 4월 10일)
20. ずっと、ずっと、ずっと! (2024년 4월 10일)
21. BABY I LOVED (2024년 4월 10일)
22. フルーツバスケット (2024년 9월 18일)
23. スターライト・ヴァルキリー (2024년 9월 18일)
24. 虹 (2024년 9월 18일)
25. かがみ (2025년 1월 17일)
26. 好き、お願い (2025년 2월 12일)
27. Sugarless GiRL (2025년 3월 5일)
28. KawaiiってMagic (2025년 3월 19일)
29. さん (2025년 6월 3일)
30. ピポパポ / ふるっぱーりー! (2025년 8월 2일)

### 앨범
1. NEW KAWAII (2024년 4월 10일)

### 콜라보레이션
- ファミリー・サマー・バケーション (2025년 7월 2일) - TUBE×FRUITS ZIPPER 명의
- ウタウタイ (2025년 7월 19일) - MIGOPPER! (ISSA, 고 히로미, 후지모토 미키, M!LK, FRUITS ZIPPER) 명의

### 서적
- 『FRUITS ZIPPER PERFECTBOOK ふるっぱーのほん vol.1』 (2023년 4월 24일, 도쿄 뉴스 통신사) ISBN 978-4-86701-581-0